# DB Boulevard
DB Boulevard est un groupe italien de musique électronique, originaire de Padoue.

## Histoire
Le groupe est formé en 2001 par Moony dans la partie vocale et les producteurs Diego Broggio, Alfredo Azzetto, et Rossano Palù (Roxy). En 2002, leur chanson Point of View atteint la première place du Billboard Hot Dance Club Play aux États-Unis et la troisième place des charts anglais. Cette chanson s'appuie sur un sample de Heatwave du groupe français Phoenix réalisé en 1999. Le clip qui est consacré à cette chanson est un monde en 3D réalisé en carton. En octobre 2003, ils sortent leur troisième single Hard Frequency, cette fois avec la voix d'Alessio Ventura (ex-Dhamm) qui a écrit la mélodie et les paroles. La chanson devient le thème d'une publicité Garnier et atteint la troisième place du MTV Dance Chart. DB Boulevard trouve en Ventura la composante vocale idéale et, après un changement de direction stylistique (de la disco house à l'écriture de chansons pop), ils se présentent au festival de Sanremo en 2004, cette fois avec une chanson en italien intitulée Basterà. Pour cette expérience, ils font appel à Bill Wyman, bassiste historique des Rolling Stones, et leur producteur Mauro Ferrucci remporte la statuette du meilleur producteur.
Après cette expérience, ils sortent leur premier album Frequencies, qui contient tous leurs singles précédents, y compris Basterà. Le 11 juin 2004, ils sortent le single Pronta a splendere, avec lequel ils participent au Festivalbar. Le CD single comprend également plusieurs remixes et Better Day chanté en anglais où Moony, déjà chanteur du premier tube Point of View, participe aux chœurs.
Après un an et demi d'absence sur le marché du disque, ils reviennent en juin 2006 avec un single plus fidèle à la formation d'origine, Chance of a Miracle. L'interprétation du chant est cette fois confiée à JD Davis. En 2022, en collaboration avec Alessandra Amoroso, ils sortent le single Camera 209, qui atteint la première place du classement iTunes. 

## Discographie

### Albums studio
- 2004 : Frequencies

### Singles
- 2001 : Point of View
- 2002 : Believe
- 2002 : Hard Frequency
- 2004 : Basterà
- 2004 : Pronta a Splendere (Better Day)
- 2006 : Chance of a Miracle
- 2008 : You're the One
- 2022 : Camera 209 (avec Alessandra Amoroso)